# El árbol de tu vida
El árbol de tu vida es un programa de entrevistas español para la televisión producido por Atresmedia. El programa se estrenó el 29 de marzo de 2017. El programa tenía grabadas cinco entregas de las cuales solo se emitieron cuatro, debido a sus bajos niveles de audiencia.

## Formato
Es presentado por Toñi Moreno, quien entrevista a personajes famosos, interesándose por los detalles de su vida que no son públicos, en especial sus recuerdos de infancia y juventud. También participan familiares y amigos del personaje para hablar de sus recuerdos.
En los cuatro programas emitidos se ha entrevistado a los siguientes personajes: Antonio Banderas, Alejandro Sanz y Francisco Rivera Ordóñez.

## Programas y audiencias
| Temporada | Temporada | Programas | Estreno             | Final               | Audiencia media | Audiencia media | Audiencia media |
| Temporada | Temporada | Programas | Estreno             | Final               | Espectadores    | Cuota           |                 |
| --------- | --------- | --------- | ------------------- | ------------------- | --------------- | --------------- | --------------- |
|           | 1         | 3         | 29 de marzo de 2017 | 25 de abril de 2017 | 1 652 000       | 11,2%           |                 |

### 1ª Temporada: El árbol de tu vida
| Programa | Invitado                 | Día de emisión      | Audiencia | Cuota |
| -------- | ------------------------ | ------------------- | --------- | ----- |
| 1        | Antonio Banderas         | 29 de marzo de 2017 | 2 171 000 | 14,5% |
| 2        | Alejandro Sanz           | 4 de abril de 2017  | 1 777 000 | 12,0% |
| 3        | Francisco Rivera Ordóñez | 25 de abril de 2017 | 1 008 000 | 7,0%  |

     Programa líder en su franja horaria (prime-time y late-night).